# Municipio de Santa María Tonameca
El municipio de Santa María Tonameca es uno de los 570 municipios en que se encuentra dividido el estado de Oaxaca en México. Localizado en la costa del océano Pacífico, su cabecera es la población del mismo nombre.

## Geografía
Santa María Tonameca se encuentra localizado el sur del estado de Oaxaca, en su costa en el océano Pacífico, formando por tanto parte de la región Costa del mismo estado y del distrito de Pochutla. Tiene una extensión territorial de 522 548 kilómetros cuadrados, que representan el 0.56 % de la extensión total de la entidad. Sus coordenadas geográficas extremas son 15°39′ - 15°55′ de latitud norte y 96°30′ - 96°52′ longitud oeste; fluctuando su altitud entre los 0 metros de la costa, hasta los 1000 metros sobre el nivel del mar.
El territorio municipal limita al oeste con el municipio de Santa María Colotepec, al norte con el municipio de San Bartolomé Loxicha, el municipio de San Agustín Loxicha y el municipio de Santo Domingo de Morelos; al noreste sus límites corresponden al municipio de Candelaria Loxicha y al este al municipio de San Pedro Pochutla. El sur del territorio municipal lo forma su costa en el océano Pacífico.
Santa María Tonameca es la autoridad sobre 150 diferentes comunidades; con un total de 21, 223 personas (En 2005). Se encuentra con la frontera al norte de la Sierra Madre del Sur y el océano Pacífico al sur. El punto más alto se encuentra en la Montaña Gorda y la Montaña Gavian. Un cierto número de ríos cubre la región, incluyendo el Tonameca, San Francisco y el Cozoalptepec. Existen numerosos arroyos, los cuales fluyen en épocas de lluvias. El clima es cálido y húmedo con temperaturas sobre los 27 grados, con lluvias frecuentes en verano. Existe gran variedad de palmas. También existen árboles de gran tamaño. Árboles de frutas, como: Mango, Almendras, Aguacates, Naranjas, Zapote y tamarindo. Los animales que se encuentran en la región son: iguanas, venados, coyotes, mapaches, armadillos, conejos y otros mamíferos pequeños. También existe una gran variedad de aves, reptiles, serpientes y tortugas tanto de tierra como de agua. Los recursos naturales que posee son el depósito de petróleo, llamado Aragón, una mina de mármol en Cozoaltepec, la laguna el Palmar, áreas forestales en altas elevaciones, las playas de: Ventanilla, Mazunte, Mariposario y San Agustinillo,así como el estuario Chacahua que son considerados reservas ecológicas.

### Costa
Las principales playas y atracciones del municipio se encuentran en la comunidad de Mazunte, La Ventanilla, San Agustillo y Agua Blanca. En 2002, la mayoría de las playas de la costa de Oaxaca fueron designadas como santuarios de la tortuga. El Centro Mexicano de la Tortuga en Mazunte tiene sus orígenes en la investigación y protección de las tortugas, desde 1967. Se hizo un gran esfuerzo para convencer a la población local de la conservación de la especie, debido al miedo de que cambiaran las comunidades. El gobierno federal prohibió la casa de tortugas marinas, así como la venta de la carne y los huevos. Esto se realizó para proteger a las diversas especies de la región.
La playa Escobilla, es considerada Santuario de Tortugas de Olive Ridley; por la gran cantidad de criaturas que llegan a la playa a dejar sus huevos. Es una gran área verde, en donde el bosque se encuentra con una laguna. Existen viajes guiados y en canoa para observar la flora y fauna del área. En el área también existen diferentes granjas que cosechan flores de hibisco para la venta, así como restaurantes y cabañas para renta. Cerca hay aves al mes miles de tortugas llegas a estas playas a dejar sus huevos. Después de esto se sueltan las grandes cantidades de tortugas bebés que han sido resguardadas e incubadas por los voluntarios de santuario.

## Economía
La agricultura emplea al 55% de la población del municipio sembrando maíz, frijoles, cacahuates, semillas de sésamo, sandías, pepinos, papayas y otras frutas. Se cría ganado, en el cual se encuentran vacas, cerdos y aves domesticadas. Cerca del 5%de la población está involucrado en la pesca. 20% está dedicado al comercio y sólo el 5% se dedica al turismo, el cual es limitado a las comunidades de playa como Mazunte, San Agustinillo, Aragón, Ventanilla, Chacahua, La Laguna, Barra Tilapa, Escobilla, Barra del Potrero, Tilzapote, Agua Blanca, Santa Elena yBoca Barra de Valdeflores.
El municipio contiene 3 áreas de conservación para 3 especies diferentes. El primero es el Centro Nacional de la Tortuga, localizado en Mazunte. El segundo es el Mariposario, en la comunidad de Arroyo. Y por último, el Iguanario en Barra del Potrero. La playa Escobillas es un lugar dedicado a los nidos de las tortugas marinas.
Las artesanías consisten principalmente de joyería y baratijas hechas de cocos, conchas, corales y bambú. Los platillos locales incluyen: mole negro con pavo, barbacoa o platillos del mar.

## Demografía
La población total del municipio de Santa María Tonameca de acuerdo con el Censo de Población y Vivienda realizado en 2010 por el Instituto Nacional de Estadística y Geografía, es de 24 318 habitantes, de los que _ son hombres y _ son mujeres.
La densidad de población asciende a un total de 46.54 personas por kilómetro cuadrado.

### Localidades
El municipio se encuentra formado por 101 localidades, las principales y su población de acuerdo al censo de 2010 son:
| Localidad                 | Población (2010) |
| ------------------------- | ---------------- |
| San Francisco Cozoaltepec | 2 121            |
| Santa María Tonameca      | 1 850            |
| San Bernardino            | 893              |
| Mazunte                   | 873              |
| San Juanito o La Botija   | 812              |
| San Agustinillo           | 291              |
| Total municipio           | 24 318           |

## Política
El gobierno del municipio de Santa María Tonameca corresponde al ayuntamiento, éste es electo por el principio de partidos políticos, vigente en 146 municipios de Oaxaca, a diferencia del sistema de usos y costumbres vigente en los restantes 424, por tanto su elección es como en todos los municipios mexicanos, por sufragio directo, universal y secreto para un periodo de tres años renovables por un periodo inmediato, el periodo constitucional comienza el día 1 de enero del año siguiente a su elección. El Ayuntamiento se integra por el presidente municipal, un Síndico y un cabildo formado por ocho regidores.

### Representación legislativa
Para la elección de diputados locales al Congreso de Oaxaca y de diputados federales a la Cámara de Diputados federal, el municipio de Santa María Tonameca se encuentra integrado en los siguientes distritos electorales:
Local:
- Distrito electoral local de 25 de Oaxaca con cabecera en San Pedro Pochutla.[7]

Federal:
- Distrito electoral federal 10 de Oaxaca con cabecera en Miahuatlán de Porfirio Díaz.[8]